# 竹内栖鳳

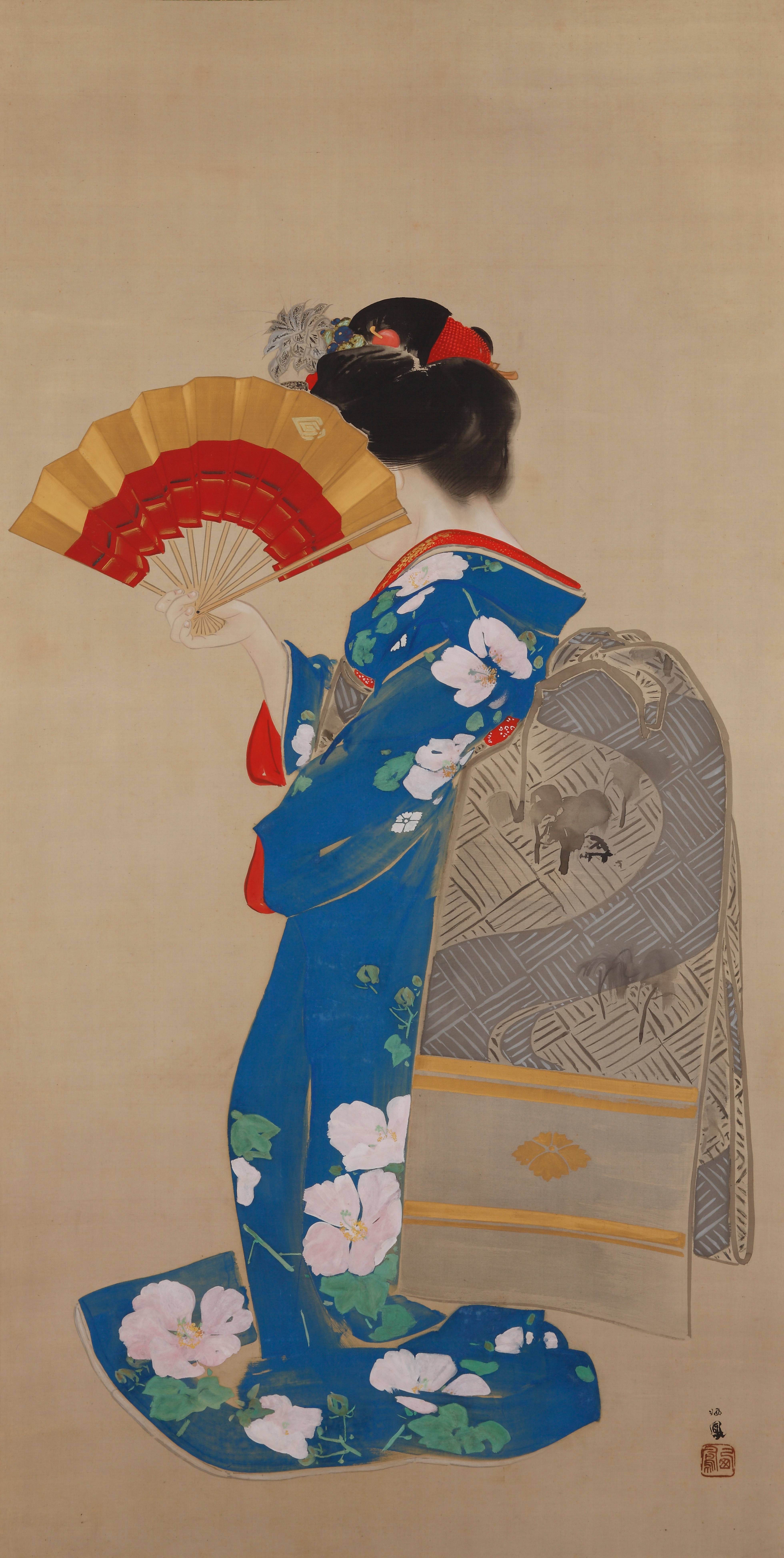
栖鳳筆 アレ夕立に 絹本着色 第3回文展 高島屋史料館 1909年

竹内 栖鳳（たけうち せいほう、元治元年11月22日〈1864年12月20日〉 - 昭和17年〈1942年〉8月23日）は、戦前の日本画家。近代日本画の先駆者で、画歴は半世紀に及び、戦前の京都画壇を代表する大家である。帝室技芸員。第1回文化勲章受章者。
本名は竹内 恒吉（たけうち つねきち）。最初は棲鳳と号した。霞中庵の号もある。

## 画歴
京都府京都市中京区御池通油小路の川魚料理屋「亀政」の一人息子。1877年（明治10年）に四条派の土田英林に絵を習い始めるが、1881年（明治14年）の17歳の時に同派の名手として知られた円山・四条派の幸野楳嶺の私塾へ正式に入門する。この頃から頭角を現し、翌年には私塾の工芸長となり、「楳嶺四天王」（栖鳳と都路華香、谷口香嶠、菊池芳文の高弟4名を指す）の筆頭と呼ばれるようになる。
1887年（明治20年）、23歳の時に結婚し、これを機に絵師として独立する。同年、京都府画学校（現：京都市立芸術大学）修了。1889年（明治22年）には京都府画学校に出仕し、京都の若手画家の先鋭として名をあげてゆく。新古美術会や日本絵画協会などに出品する。 1891年（明治24年）、山元春挙、菊池芳文らと青年画家懇親会を興す。1893年（明治26年）、シカゴ万博に出品。1899年（明治32年）、京都市立美術工芸学校の教諭に推挙された。
1900年（明治33年）、8月1日神戸を出帆、36歳の時に、パリ万博で『雪中燥雀』が銀牌を受け、視察をきっかけとして7か月かけてヨーロッパを旅行し、ターナー、コローなどから強い影響を受けた。1901年2月25日帰国後、西洋の「西」にちなんで号を栖鳳と改めた。
1907年（明治40年）、文展開設とともに審査員となり、以後1918年（大正7年）まで歴任した。帝展（現日展）審査員にもなり、1913年（大正2年）12月18日に「帝室技芸員」に推挙されることで、名実共に京都画壇の筆頭としての地位を確立した。1919年（大正8年）、帝国美術院会員となる。また、1909年（明治42年）、京都市立絵画専門学校（現・京都市立芸術大学）開設とともに教授に就任し、1924年（大正13年）まで務めた。1924年（大正13年）にフランスのレジオンドヌール勲章、1931年（昭和6年）にハンガリー最高美術賞およびドイツのゲーテ名誉賞、そして1937年（昭和12年）に第1回文化勲章を受けた。
1931年（昭和6年）に胃潰瘍を患ったことを機会に神奈川県足柄下郡湯河原町を静養のために訪れる。その際、湯河原が気に入り定住するために天野屋旅館を別荘とした。前述の文化勲章受章の一報も天野屋で受けている。
戦時下では軍部に協力の姿勢をとっており、絶筆となった作品『宮城を拝して』は陸軍省から委嘱されたものであった。
敗戦を見届けることもなく1942年、天野屋旅館で病気療養中の折、肺炎のため亡くなった。湯河原には女弟子・六人部暉峰(むとべ・きほう、1879-1956）を伴っている。
評論家の竹内逸は息子にあたる。

## 画業
その画風は四条派を基礎としているが、狩野派の他に西洋の写実画法などを意欲的に取り入れており、革新的な画風を示すことで日本画の革新運動の一翼を担った。時として守旧派からは「鵺派」と呼ばれて揶揄されたが、大画面を破綻なくまとめる確実な技量のみならず、その筆法には悠然たる迫力を備えており、近代を代表する大家であることは異論が無い。
幸野楳嶺は「画家にとっての写生帖は武士の帯刀である」と説き写生を奨励した。栖鳳は幸野の教えを励行し、当時日本ではなかなか見られなかった珍しいトラやライオンなどの動物から雀や猫などの身近な動物まで多くの動物を描いた。兎、猿、家鴨などは自宅で飼って写生をしている。「写生帖（虫類、鳥類写生）」（1880年ごろ）には、雉の肩や首筋、部位ごとに本物の羽を貼りつけた写生が残されており、「けものを描けば、その匂いまで表現できる」と評されるほどの卓越した描写力は、綿密な写生から生まれていることが窺える。
終始官展にとどまり在野の横山大観と画壇の双璧をなし「西の栖鳳、東の大観」と称された。また弟子の育成にも力を入れ、画塾「竹杖会」を主宰。上村松園や西山翠嶂をはじめ、西村五雲、伊藤小坡、土田麦僊、小野竹喬、池田遙邨、橋本関雪、徳岡神泉、吉岡華堂ら、京都画壇の大半を送り出した。

## 個人美術館
- 霞中庵 竹内栖鳳記念館

## 主な作品

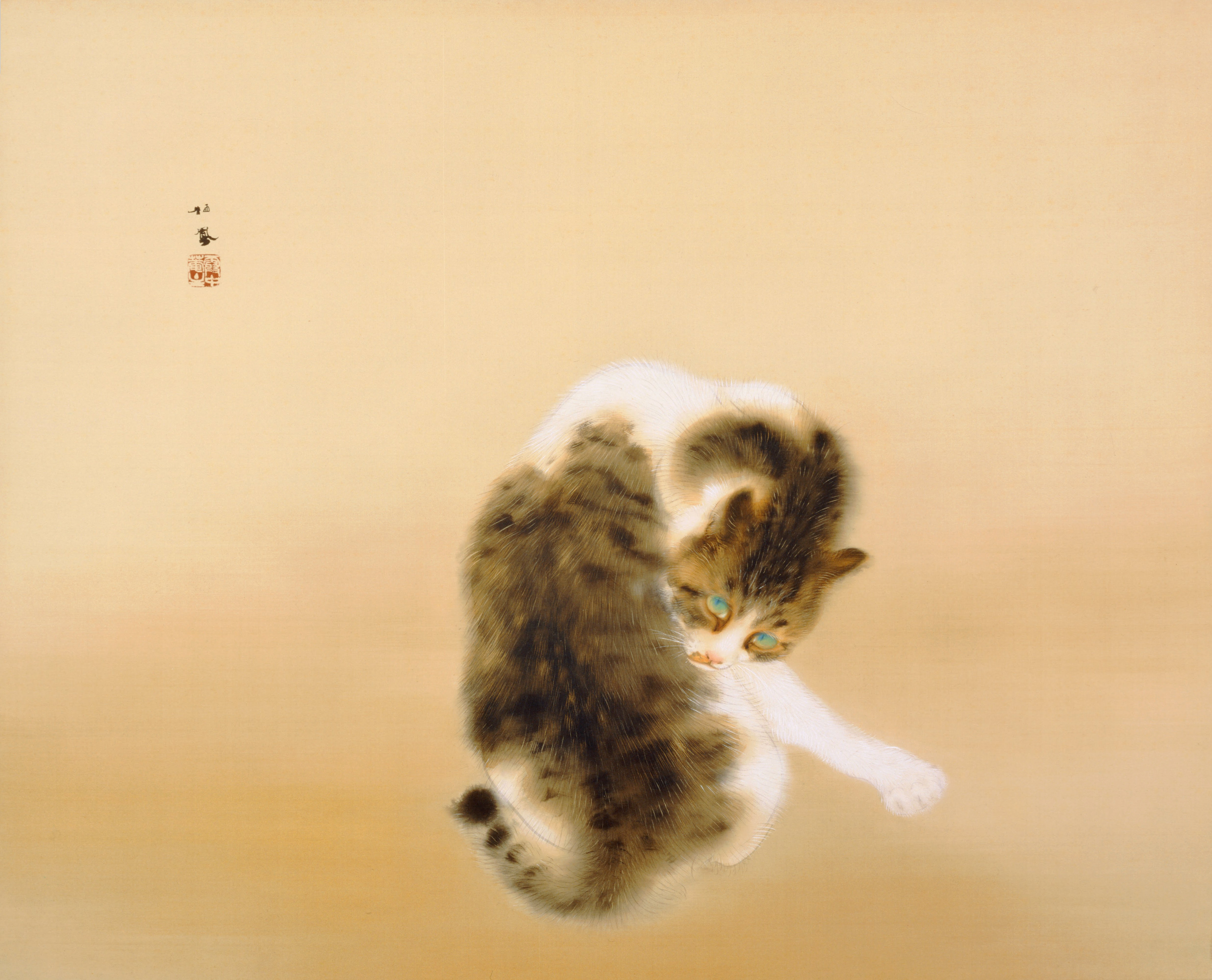
『班猫（はんびょう）』

- 『大獅子図』 1902年（明治35年） （藤田美術館）
- 『羅馬之図』[16] 1903年（明治36年） （海の見える杜美術館）
- 『雨霽』[17] 1907年（明治40年） （東京国立近代美術館）
- 『飼われたる猿と兎』[18] 1908年（明治41年） （東京国立近代美術館）
- 『アレ夕立に』 1909年（明治42年） （高島屋史料館）
- 『絵になる最初』 1913年（大正2年） （京都市美術館）（重要文化財）
- 『群鵜』 1913年（大正2年） （霞中庵 竹内栖鳳記念館）
- 『班猫』 1924年（大正13年） （山種美術館）（重要文化財）
  - 通常、猫の体のまだら模様を意味する場合は「斑猫」と書くが、栖鳳自身による箱書きに従い「班猫」とされている。[19]
- 『平家驚禽声逃亡』 （東京国立博物館）
- 『秋興』 1927年（昭和2年） （京都国立近代美術館）
- 『薫風稚雀・寒汀白鷺』 1928年（昭和3年） （三の丸尚蔵館）

## 主要な弟子
上村松園（1875 - 1949）、西村五雲（1877 - 1938）、伊藤小坡（1877-1968）、西山翠嶂（1879 - 1958）、三木翠山（1883 - 1957）、石崎光瑤（1884 - 1947）、土田麦僊（1887 - 1936）、橋本関雪（1883 - 1945）、 小野竹喬（1889 - 1979）、山下摩起（1890 - 1973）、池田遙邨（1895 - 1988）、徳岡神泉（1896 - 1972）、 山口華楊（1899 - 1984）

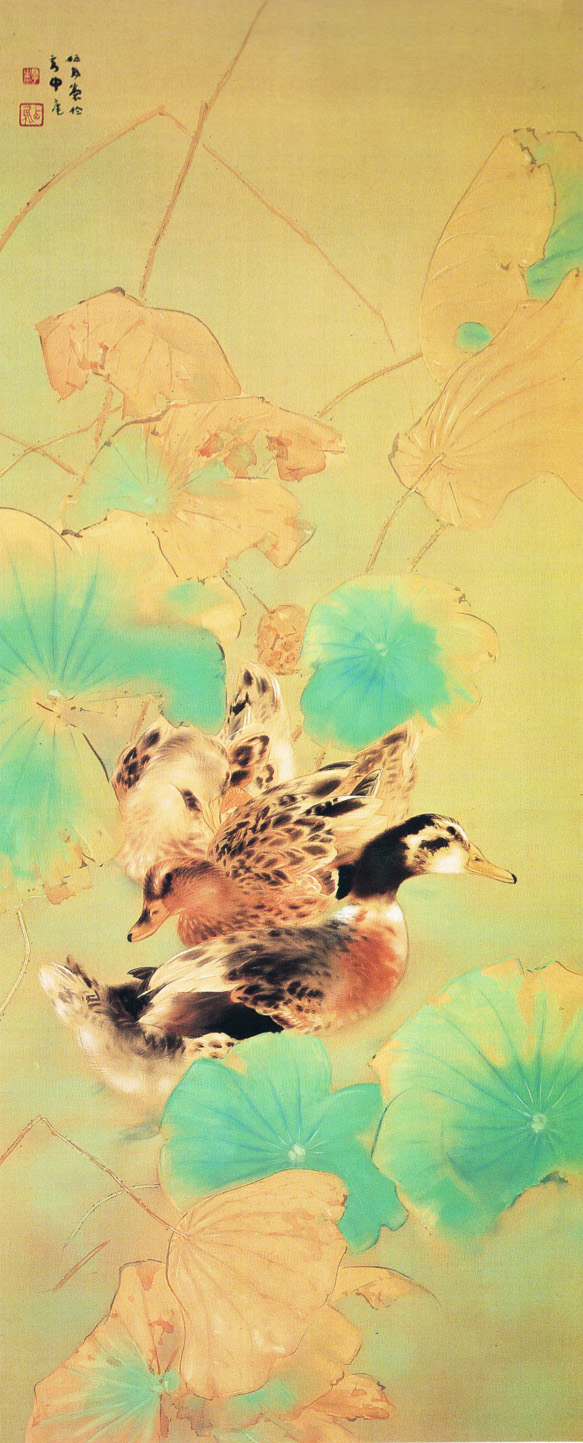
秋興 絹本著色 第4回淡交会展 京都国立近代美術館 1927年
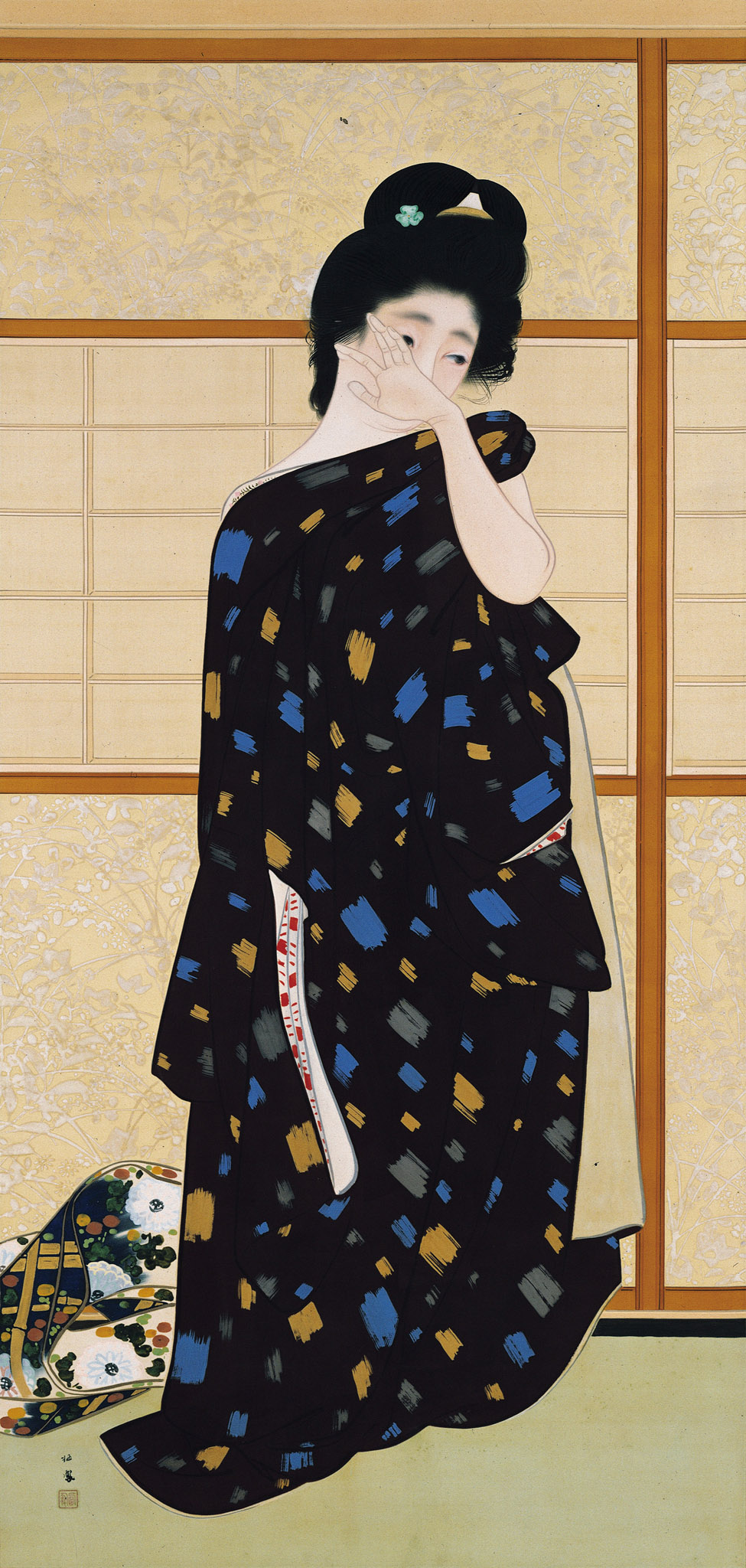
絵になる最初 絹本著色 第7回文展 京都市美術館 1913年

## 関連書籍
- 『竹内栖鳳の画手本』下田義寛[ほか]解説. グラフィック社, 1978.10
- 『竹内栖鳳』原田平作 編集. 光村推古書院, 1981.5
- 平野重光『竹内栖鳳 芸苑余話』京都新聞社, 1986.10
- 田中日佐夫『竹内栖鳳』岩波書店, 1988.7
- 『竹内栖鳳 生きものたちの四季 (巨匠の日本画 1) 平野重光 編. 学習研究社, 1994.5
- 廣田孝『竹内栖鳳・近代日本画の源流』思文閣出版, 2000.3